# Bartolomeo Maranta
Bartolomeo Maranta (né vers 1500 à Venosa (Potenza) et mort le 24 mars 1571 à Molfetta) est un médecin et un botaniste italien du XVIe siècle.

## Biographie
Bartolomeo Maranta étudie la minéralogie et la botanique avec Luca Ghini (1490-1566) à Pise. Il travaille pour le Jardin botanique de Naples de 1554 à 1556.
Il est médecin du duc de Mantoue puis du cardinal Branda Castiglioni de Trinità. Il développe, à partir de 1568, un jardin botanique à Rome.
Il est l’auteur de De Aguae (1559), Methodis Cognoscendorum Medicamentorum Simplicium (trois volumes, 1559) des ouvrages sur l’histoire naturelle avec Ferrante Imperato (vers 1550-vers 1631).
Un de ses ouvrages les plus célèbres, édité post-mortem en 1572, a pour thème la mithridatisation : "Della theriaca et del mithridato".

## Œuvres
- De aquæ Neapoli in Luculliano scaturientis, quam ferream vocant, metallica natura ac viribus, Naples, 1559, in-4°.
- Methodi cognoscendorum medicamentorum simplicium libri tres, Venise, 1559, in-4°, réimprimé dans la même ville en 1571, sous le titre de Novum herbarium. C'est un des meilleurs livres élémentaires qu'on eût alors sur la botanique. L'auteur y décrit un assez grand nombre de plantes inconnues à ses prédécesseurs, et qu'il avait découvertes dans ses voyages sur les montagnes du royaume de Naples : il avait, par exemple, trouvé sur le Mont Gargan trois espèces d'asphodèles, tandis que Dioscoride n'en avait décrit qu'une ; il observa les fleurs du dictame de Crète, desquelles cet ancien naturaliste avait nié l'existence, et il fait voir que cet écrivain est souvent moins complet ou moins exact que Théophraste, son devancier. Maranta crut aussi reconnaître qu'une même espèce de plante offre parfois dans les feuilles une grande variété, qu'il attribue à la diversité du sol.
- Lucullianæ quæstiones, Bâle, 1564, in-fol.
- Della teriaca e del mithridate, ibid., 1571, in-4°, traduit en latin par Joachim Camerarius, Francfort, 1576, in-8°.